# Brandkenngrößen-Mustervergleich
Der Brandkenngrößen-Mustervergleich ist eine Maßnahme zum Erkennen eines Alarmzustandes in einem Brandmelder. 
Im Allgemeinen werden hierfür Muster in Signalen, welche von Sensoren für Brandkenngrößen geliefert werden, mit Mustern, die typisch für Brände sind, verglichen.
Als Brandkenngrößen können u. a. Messwerte für die Rauchdichte und die Temperatur sowie Konzentrationen von Brandgasen wie Kohlenmonoxid und Kohlendioxid dienen.
Ein Brandkenngrößen-Mustervergleich wird in Brandmeldern vor allem zur Reduzierung von Falschalarmen eingesetzt. Dabei können bestimmte Muster entweder als Indiz für einen Brand oder als Ausschlusskriterium verwendet werden. Kein Brandkenngrößen-Mustervergleich ist das bloße Überschreiten einer Alarmschwelle durch den Messwert einer einzigen Brandkenngröße.

## Beispiele für Muster, die auf einen Brand hindeuten
- ein bestimmter Temperaturanstieg bei gleichzeitiger Überschreitung einer Mindesttemperatur
- Gleichzeitiger Anstieg der Kohlenmonoxidkonzentration und der Rauchdichte.
- Temperaturanstieg bei gleichzeitigem Auftreten von Rauch mit einer vorgegebenen Rauchdichte
- Ein starkes Lichtsignal, das sich mit der für Flammen typischen Flackerfrequenz ändert

## Beispiele für Muster, die keinen Brand erwarten lassen
- Ein sehr langsamer Anstieg eines Rauchdichtesignals, der über Monate hinweg andauert
- Plötzliche hohe Signale von nur kurzer Dauer
- Sinkende Temperaturen

## Möglichkeiten zur Durchführung eines Brandkenngrößen-Mustervergleichs
- Einsatz von logisch miteinander verknüpften Komparatoren und Filtern,
- Verwendung von WENN ... DANN ... Regeln in einem Algorithmus
- Vergleich von erkannten Mustern mit solchen, die in einer Datenbank hinterlegt sind.
- Einsatz statistischer Klassifikationsverfahren z. B. mit dem Bayes-Klassifikator